# De N.V. Mateor
De N.V. Mateor is het zesde gepubliceerde 'Schaduw'-verhaal van Havank. De eerste druk verscheen in 1938 bij A.W. Bruna & Zoon.

## Plot
Frankrijk is in de greep van een misdaadorganisatie die zich specialiseert in afpersing, bankovervallen en kidnapping. Hoofdinspecteur Silvère krijgt de leiding over een speciale politiemacht die deze bende moet bestrijden. De ontvoering van de dochter van Lord Crainford blijkt een keerpunt in deze zaak en Silvère weet niet alleen het onderzoek tot een goed einde te brengen, maar introduceert ook de eerste vrouwelijke detective van de Surete.

## Karakterontwikkeling
Dit verhaal introduceert het karakter van Manon de Bercy, de latere vrouw van Silvère. Na dit verhaal zal zij tot een van de vaste hoofdpersonen behoren in de verhalen. Verder heeft in dit boek de Schaduw voor het eerst een even grote (en veel zelfstandigere) rol als Silvère. In de eerdere verhalen was de Schaduw een (politie-hiërarchische) ondergeschikte van Silvère, hier begint een verschuiving van het karakter van assistent naar gelijkwaardige hoofdpersoon.